# 秋山昌徳
秋山 昌徳（あきやま まさのり、1973年3月18日 - ）は、神奈川県出身の俳優。神奈川県立相模田名高等学校卒。

## 出演

### テレビドラマ
- 仮面ライダーアギト
- 私の青空
- 陰の季節2 動機
- 駆落ち
- 多摩南署たたき上げ刑事・近松丙吉2 狂った計算〜灼熱のニュータウン殺人事件

### 舞台
- トム・ソーヤの冒険
- ピンキー★3世

| スタブアイコン | サブスタブ | この項目は、まだ閲覧者の調べものの参照としては役立たない、俳優（男優・女優）に関連した書きかけの項目です。この項目を加筆・訂正などしてくださる協力者を求めています（P:映画/PJ芸能人）。 |